# 羅克福德 (愛達荷州)
羅克福德（英語：Rockford）是位於美國愛達荷州賓厄姆縣的一個人口普查指定地區。

## 地理
羅克福德的座標為43°11′23″N 112°32′05″W / 43.18972°N 112.53472°W，而該地最高點為海拔高度1361米（即4465英尺）。

## 人口
根據2010年美國人口普查的數據，羅克福德的面積為2.87平方千米，均為陸地。當地共有人口276人，而人口密度為每平方千米96.17人。